# Ústřední výbor Komunistické strany Sovětského svazu

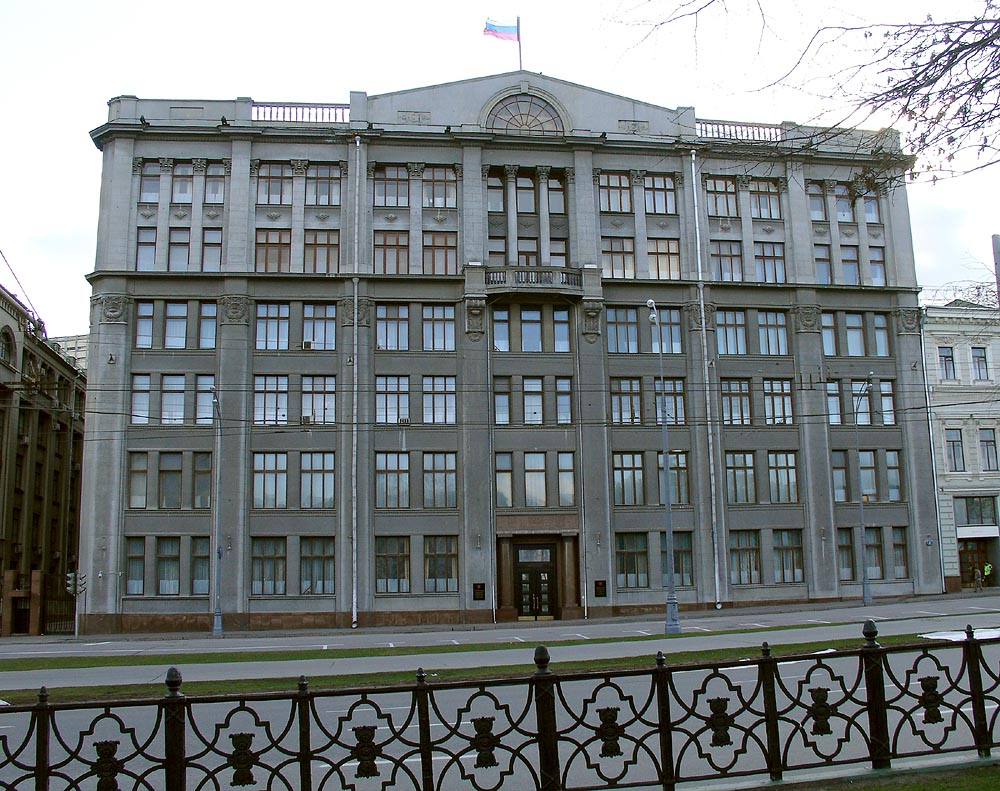
Sídlo štábu ÚV KSSS ve 20. letech-1991, současná administrativa prezidenta Ruska.

Ústřední výbor Komunistické strany Sovětského svazu (ÚV KSSS, rusky Центральный комитет Коммунистической партии Советского Союза, ЦК КПСС) byl nejvyšší orgán Komunistické strany Sovětského svazu mezi dvěma po sobě následujícími sjezdy strany. Scházel se nejméně jednou za šest měsíců, měl několik set členů (nejvíce – 412 jich bylo zvoleno na XXVIII. sjezdu roku 1990).
Ústřední výbor řídil veškeré stranické aktivity a jeho členové byli voleni právě na sjezdech. Ústřední výbor pak volil nejužší vedení strany – politbyro (v letech 1952–1966 předsednictvo) – a sekretariát.